# Szuperszimmetria
A szuperszimmetria egy a kiterjesztett dimenziókkal rendelkező terekkel kapcsolatos fogalom, mely a részecskefizika egyik fontos eleme.
A szuperszimmetria elmélete a négyes téridőt szupertérré bővíti, ami ötödik és további dimenziókként nem a négyesteret leíró valós számot, hanem Grassmann-számokat ad hozzá a leíráshoz. A szuperszimmetria az így kiterjesztett téren lehetséges transzformációkkal szembeni szimmetriát jelenti. Jóslata szerint minden általunk ismert részecskének létezik egy – nyilván nagy tömegű, mivel eddig még nem fedeztük fel őket – ún. szuperpartnere. A fermionok szuperpartnere bozon és megfordítva. A szuperszimmetrikus modellek a standard modell sok problémáját képesek megoldani, a részecskefizika egyik mai legfontosabb feladata a szuperszimmetria igazolása avagy kizárása.

## A szimmetriák felosztása és jelentősége
Az elemi részecskék esetében két általános érvényű csoportszimmetriát különböztetünk meg:
.  Tér-idő szimmetriák (kifejezetten tér-idő koordináták)
.  Belső szimmetriák (a térelméletben létrehozott különböző tér-idő transzformációkkal van szoros összefüggésben)
{\displaystyle \Phi ^{a}(x)\longmapsto M_{b}^{a}\Phi ^{b}(x)}ahol a, b a különböző térindexek. Amennyiben {\textstyle M_{b}^{a}}állandó, akkor globális szimmetriának nevezzük, viszont ha {\textstyle M_{b}^{a}(x)} téridő függő,  akkor ezt lokális szimmetriának nevezik. 
A különböző részecskék szimmetriák által meghatározott konzervatív jellegét az eltérő – a téridő és a belső szimmetriák (tömeg, spin, töltés, szín stb.) révén definiált – kvantumszámok határozzák meg. A szimmetriák ugyanakkor a részecskék közti kölcsönhatásokat is előirányozzák, így például a mértékelméletben. A legtöbb kvantumtérelméletben a vektor-bozon (melyek a gyenge kölcsönhatásban is részt vesznek) nem renormalizálhatók. Szemléltetésképp tekintsünk egy ide vonatkozó Lagrange-függvényt:  {\displaystyle {\mathcal {L}}=\partial _{\mu }\Phi \ \partial ^{\mu }\phi ^{*}-V(\phi ,\phi ^{*})}amely invariáns a komplex síkban a {\displaystyle \phi =exp(i\alpha )\phi }
kifejezéssel, mindaddig, amíg {\textstyle \alpha }állandó (vagyis globális szimmetriáról van szó). Amennyiben ugyanis {\textstyle \alpha =\alpha (x)} nem invariáns, ez esetben
{\displaystyle \partial _{\mu }\phi \longmapsto exp(i\alpha )(\partial _{\mu }\phi +i(\partial _{\mu }\alpha )\phi )}
Az ún. rejtett szimmetriák jelenléte több alapvető szempontból is fontos. Ez ugyanis egy természetes módszer arra, hogy egy adott rendszert energetikai szempontból  determináljunk. Mint az gyakran megfigyelhető, a standard modell hozzávetőleg 103 GeV nagyságrendű szféráiban ez egy kulcsfontosságú kritérium a részecskék tömegük alapján történő szeparálásában, vagy például az elektrogyenge mértékbozonok Yukawa-potenciál révén megvalósuló azonosításában. A rejtett szimmetriák mindazonáltal arról is felvilágosítást nyújthatnak, miként kerülnek olykor ellentétbe a már ismert alapvető, természetben előforduló szimmetriák összessége azon szimmetriák néhány típusával, melyek a kísérletek során megfigyelhetőek. Ez jórészt annak köszönhető, hogy a kísérletek során analizált jelenségek főként az állapothatározók normál értékeinél mérhetők.

## A Poincaré-szimmetria és a spinorok
A Poincaré-csoport nagyban összefügg a speciális relativitás alapvető szimmetriáival, hatással van a téridő koordinátákra, mint az az alábbiakban látható:
{\displaystyle x^{\mu }\mapsto x^{'\mu }={\Lambda ^{\mu }}_{\nu }\ x^{\nu }+a^{\mu }}
A Lorentz-transzformáció a metrikus tenzort - {\textstyle \eta _{\mu \nu }=diag(1;-1;-1;-1)}- változatlanul hagyja (tehát invariáns):
{\displaystyle \Lambda ^{T}\eta \Lambda =\eta }
A Poincaré-csoportot másképpen inhomogén Lorentz-csoportnak is nevezik, illetve gyakran az utóbbit a Poincaré-csoport alcsoportjaként reprezentálják. A csoport generátorai a {\textstyle M^{\mu \nu }}(rotáció) és a {\textstyle P^{\sigma }} (transzláció), melynek algebrai kifejtése a következőképp adható meg:
{\displaystyle [P^{\mu },P^{\nu }]=0}

{\displaystyle [M^{\mu \nu },P^{\sigma }]=i(P^{\mu }\eta ^{\nu \sigma }-P^{\nu }\eta ^{\mu \sigma })}
{\displaystyle (M^{\mu \nu },M^{\rho \sigma })=i(M^{\mu \sigma }\eta ^{\nu \rho }+M^{\nu \rho }\eta ^{\mu \sigma }-M^{\mu \rho }\eta ^{\nu \sigma }-M^{\nu \sigma }\eta ^{\mu \rho })}
Ilyen módon az {\textstyle M^{\mu \nu }}négydimenziós mátrix reprezentációja:
{\displaystyle {(M^{\rho \sigma })^{\mu }}_{\nu }=-i(\eta ^{\mu \sigma }{\delta ^{\rho }}_{\mu }-\eta ^{\rho \mu }{\rho ^{\delta }}_{\nu })}

## További információ
- N. Seiberg, Naturalness Versus Supersymmetric Non-renormalization Theorems, Phys. Lett. B 318 (1993) 469
- Haymaker, Richard W. (1986). „Supersymmetry in quantum mechanics”. American Journal of Physics 54 (10), 928–936. o, Kiadó: American Association of Physics Teachers (AAPT). DOI:10.1119/1.14794. ISSN 0002-9505.
- Fényes. Atommagfizika II. : részecskék és kölcsönhatásaik (egyetemi tankönyv) (lett nyelven). Debreceni Egyetemi Kiado (2013). ISBN 978-963-318-397-7. OCLC 922687784